# 维笃三世
維篤三世（拉丁語：Beatus Victor PP. III；约1026年—1087年9月16日）本名道費廖（Dauferio），於1087年5月9日至1087年9月16日出任教宗。